# Thomas Côté
 (décembre 2016).
Si vous disposez d'ouvrages ou d'articles de référence ou si vous connaissez des sites web de qualité traitant du thème abordé ici, merci de compléter l'article en donnant les références utiles à sa vérifiabilité et en les liant à la section « Notes et références ».
Thomas Côté (Sainte-Anne-des-Monts, Canada, 15 avril 1898 - Québec, Canada, 26 juin 1954) est un homme politique québécois. Il a été le premier à être élu député de la circonscription de Gaspé-Nord pour le Parti libéral de 1931 à 1936.